# Грин, Райан Спидо
Райан Спидо Грин (англ. Ryan Speedo Green, род. 1 апреля 1986, Саффолк, штат Виргиния) — американский оперный певец, бас-баритон.

## Ранние годы жизни и образование
Грин родился в Саффолке и вырос в трейлер-парке и жилье для малоимущего населения. 
Грин получил диплом бакалавра музыки в Hartt School of Music и магистра музыки в Университете штата Флорида.

## Карьера
Грин победил в нескольких музыкальных конкурсах. В марте 2011 года он стал одним из пяти победителей Metropolitan Opera National Council Auditions. После статьи Даниэля Бергнера в журнале The New York Times о Грине и его победе в музыкальном конкурсе издательство HarperCollins проявило интерес к публикации его биографии. В 2014 году он получил премию Фонда Джорджа Лондона.
Он дебютировал в «Метрополитен-опере» в сезоне 2012—2013 гг. в роли мандарина в опере Пуччини «Турандот». Затем он исполнил в «Метрополитен-опере» роль бонзы в опере «Мадам Баттерфляй» и тюремщика в опере «Тоска». В 2014—2015 гг. он играл в опере «Смерть Клингхоффера» (англ. The Death of Klinghoffer) в «Метрополитен-опере». В 2018 году он исполнил партию верховного жреца Ороя в опере Россини «Семирамида».
Он неоднократно пел в Симфонии № 9 Бетховена, дебютировав в 2014 году в сопровождении Филадельфийского оркестра.